# Petar Lesov
Petar Lesov est un boxeur bulgare né le 12 septembre 1960 à Plovdiv.

## Carrière
Il devient champion olympique aux Jeux de Moscou en 1980 dans la catégorie poids mouches après sa victoire en finale contre le boxeur Soviétique Viktor Miroshnichenko. Lesov remporte également au cours de sa carrière amateur deux titres de champion d'Europe des poids mouches à Tampere en 1981 et à Varna en 1983. Il entame une carrière professionnelle en 1991 mais qui se solde par 5 défaites en autant de combats.

## Parcours auxJeux olympiques
Jeux olympiques d'été de 1980 à Moscou (poids mouches) :
- Bat Onofre Ramírez (Nicaragua) 5-0
- Bat Hassen Sherif (Éthiopie) 5-0
- Bat Gilberto Roman (Mexique) 4-1
- Bat Hugh Russell (Irlande) 5-0
- Bat Viktor Miroshnichenko (URSS) par arrêt de l'arbitre à la 2e reprise